# 東光寺 (目黒区)
東光寺（とうこうじ）は、東京都目黒区にある曹洞宗の寺院。

## 概要
1365年（貞治4年）、世田谷城城主だった吉良治家の開基である。子の祖朝（ちかとも）が10歳で夭折したので、その菩提を弔うために創建された。
当初は「東岡寺」という名称であり、臨済宗の寺院であった。戦国時代から江戸時代初期、曹洞宗に転宗した。
1590年（天正18年）、関東の新領主となった徳川家康より東岡寺に朱印状が与えられ、寺領30石が保証されたが、その朱印状に「東光寺」と記載されていたので、そのまま「東光寺」に改称したという。
墓地には、吉良一族の墓と伝えられている3基の石塔がある。

## 交通アクセス
- 都立大学駅より徒歩5分。